# Festival de Cornouaille
Festival de Cornouaille er en årlig festival, der afholdes i Quimper i Bretagne i slutningen af juli. Festivalen har til formål at udbrede bretonsk kultur. Dette resulterer i, at der hvert år er omkring 180 koncerter og andre aktiviteter i og omkring Quimper. Festivalen er blevet afholdt siden 1923 og er en af de største kulturelle begivenheder i Bretagne.